# Wolfgang Beigel

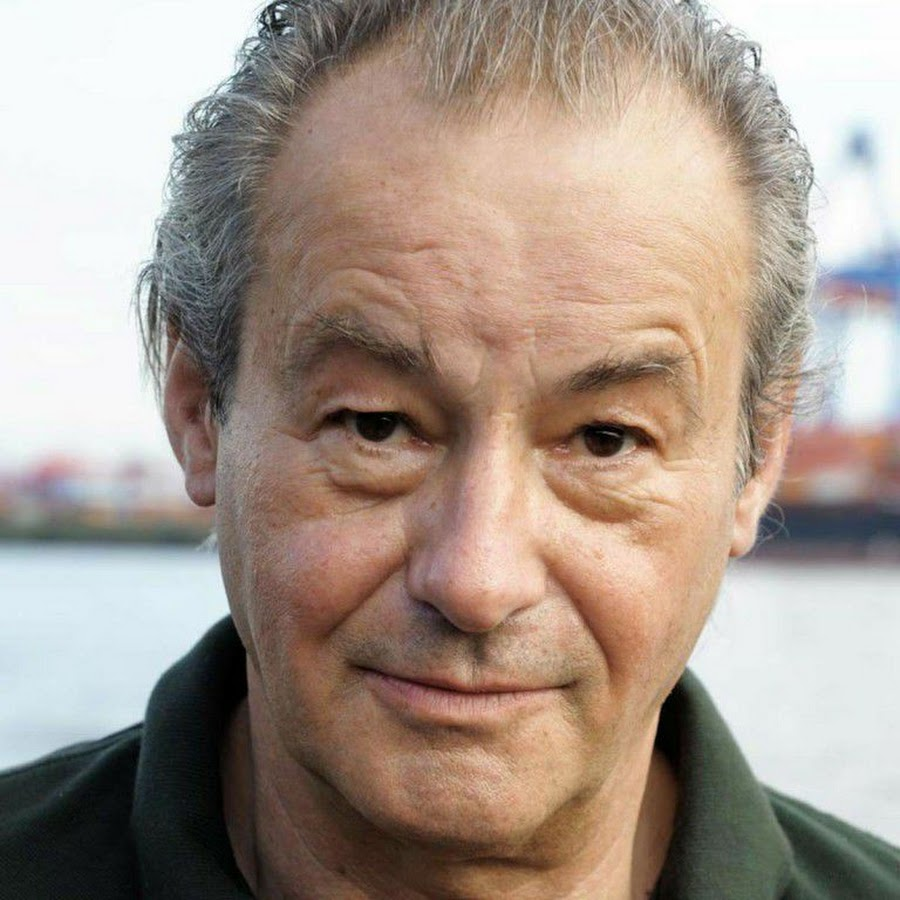
Wolfgang Beigel (2022)

Wolfgang Beigel (* 14. März 1944 in Wien) ist ein österreichischer Schauspieler, Sänger, Musicaldarsteller und Hörspielsprecher, der dem Publikum hauptsächlich durch seine Theater-, Musical- und Fernsehrollen in Deutschland bekannt ist.

## Leben
Wolfgang Beigel ist der Sohn einer Kinderkrankenschwester und eines Schuldirektors. Nach Beendigung des Gymnasiums und anschließendem Abschluss einer Berufsausbildung als Lehrer unter dem späteren Wiener Bürgermeister Helmut Zilk absolvierte er dort die Schauspielschule Krauss. Nach einer Reihe von Engagements an Wiener Theatern – Volkstheater, Raimundtheater und Theater an der Wien – besuchte er die Universität für Musik und darstellende Kunst Wien und studierte dort Gesang. Der zusätzliche Privatunterricht bei Liontas Piroska und der Opernsängerin Sena Jurinac unterstützte dabei seinen musikalischen Werdegang.
Seine ersten Engagements hatte er unter anderem an verschiedenen Wiener Kellertheatern, auf Tourneen und am Theater für Vorarlberg in Bregenz (1966–68).
1967 übernahm er in der Oper Zar und Zimmermann die Rolle eines Offiziers bei den Bregenzer Festspielen. Welche vom ORF aufgezeichnet wurde. 1969 spielte er neben Dagmar Koller und Fritz Muliar in Hochzeit am Bodensee die Rolle des Reporters, ebenfalls bei den Bregenzer Festspielen.
Im Jahr 1970 trat er in einer Folge der von dem französischen Regisseur Christian Jaque produzierten Serie Omer Pacha in Erscheinung. Beigel übernahm dabei die Rolle eines Soldaten des Regiments. Gedreht wurde in Mostar.
Seine erste Rolle in Deutschland spielte Beigel 1970 bei den Luisenburg Festspielen in Wunsiedel, hier übernahm er in Johann Nestroys Posse Der Talisman die Rolle des Monsieur Marquis und neben Katerina Jacob den Phillip von Burgund in „Die Jungfrau von Orleans“.
Unter der Direktion von Gustav Manker spielte Beigel von 1970/71 am Volkstheater Wien. Es folgten Verpflichtungen als Sänger und Schauspieler 1970–72 am Städtebundtheater Biel-Solothurn.
Unter den Direktoren Emil Stöhr und Urs Bürgin wurde er von 1971 bis 1978 am Atelier-Theater, Bern BE engagiert, wo er rund dreißig Rollen verkörperte. Zeitgleich zu diesem Engagement am Atelier Theater Bern arbeitete Beigel u. a. gemeinsam mit Peter Simonischek auch in mehreren Hörspielen als Sprecher beim Schweizer Radio.
Am 2. Dezember 1977 fand im Theater an der Wien, die Deutschsprachige Erstaufführung des Musicals Mayflower unter der Regie von Francis Morane statt, in welcher Beigel neben dem damals noch eher unbekannten Christoph Waltz die Rolle des Sizilianers Beppo übernahm.
Ab 1983 spielte er unter der Intendanz von Klaus Wagner am Stadttheater Heilbronn in verschiedenen Hauptrollen Theater und Musical, so den Srulik in Joshua Sobols Ghetto, Petruchio in Kiss me Kate und  Juan Perón in Andrew Lloyd Webbers Musical Evita. 1983 trat er in der Rolle des Juan Perón bei der (ARD)-Spielshow Einer wird gewinnen mit Hans Joachim Kulenkampff auf. 1987 verließ Beigel das Stadttheater Heilbronn. Anschließend spielte er am Theater Ulm in mehreren Hauptrollen u. a. den Darry Berrill in Das Ende vom Anfang von Seán O’Casey und den Wachtmeister Werner in Gotthold Ephraim Lessings Lustspiel Minna von Barnhelm und wechselte 1990 an die gerade neu eröffnete Neue Flora in Hamburg.
In der Hamburger Inszenierung des Musicals Das Phantom der Oper von Andrew Lloyd Webber mimte er über fünf Jahre in der Neuen Flora Hamburg an der Seite von Peter Hofmann und Anna Maria Kaufmann den Operndirektor Monsieur Firmin. Am 12. Oktober 1995 feierte The Phantom of the Opera Premiere in der Messehalle Basel in der Schweiz, wo er in der englischen Version ebenfalls die Rolle des Monsieur Firmin übernahm.
Von 1993 bis 1998 wurde Beigel als Peter von Frosta zum Werbegesicht der Frosta AG. Im Jahr 1993 war Beigel in der Fernsehwerbung für die erste Mercedes C-Klasse Baureihe 202 von Mercedes-Benz als Protagonist zu sehen. Die Synchronisation übernahmen Michael Brennicke und Sky du Mont als Off-Sprecher.
Im Jahr 1998 stand er das erste Mal bei den Kreuzgangspiele Feuchtwangen unter der Intendanz von Lis Verhoeven auf der Bühne. Seit 2000 ist er dort in großen und kleineren Rollen zu sehen, u. a. als Antonio in Der Kaufmann von Venedig, als Jupiter in Orpheus in der Unterwelt, als Fliegergeneral Harras in Des Teufels General und als Oberst Pickering in My Fair Lady.
Im Jahr 2003 sprang er kurzfristig für den erkrankten Heiner Lauterbach im Boulevardstück Ein seltsames Paar ein und spielte in einigen Aufführungen neben Uwe Ochsenknecht die Rolle des Oscar Madison in der Komödie Bayrischer Hof in München. Diese Rolle hatte er schon ein Jahr zuvor im Stadttheater Heilbronn gespielt.
2010 stand Beigel für die ZDF-Vorabendserie Da kommt Kalle in der Rolle des Betrügers Harry Hartwig vor der Kamera. 2011 spielte er neben Wayne Carpendale und Howard Carpendale die Rolle des Dr. Rosenthal im Hauptabendprogramm der ARD.

## Privates
1978 lernte Wolfgang Beigel bei einem Engagement am Atelier Theater Bern Bettina Melis († 19. April 2012 in Hamburg), die Tochter des Bildhauers Fritz Melis und Halbschwester des DDR-Fotografen Roger Melis, kennen, die ebenfalls Schauspielerin war, und heiratete sie im Jahre 1979. Während seines ersten Engagements (1982–1987) am Stadttheater Heilbronn wurde 1987 seine Tochter geboren. Nach seinem Weggang aus Heilbronn wurde während seines Engagements (1988–1991) am Theater Ulm 1988 sein Sohn geboren.
Beigels Nichte ist die österreichische Schauspielerin und Sängerin Claudia Rohnefeld.

## Filmografie (Auswahl)
TV-Spielfilme und Fernsehserien (Auswahl)
- 1967: Aufzeichnung der Oper „Zar und Zimmermann“, Bregenzer Festspiele, (ORF)[9]
- 1970: Omer Pacha, Fernsehserie, Regie: Christian-Jaque (ORF)
- 1977: Die Emmingers, Familienserie (ORF), Regie: Walter Davy
- 1983: Einer wird gewinnen, Spielshow mit Hans-Joachim Kulenkampff
- 1985: Die Wallfahrt – Ein Mysterienspiel über Mariazell, Fernsehfilm (ORF)
- 1990: Cargo from Cairo, Kurzfilm, Regie: Robert Pfitzner
- 1993: Künstlerpech, Fernsehfilm (ZDF), Regie: Walter Weber
- 1994: W. P. Anders, Jugendgerichtshelfer (ZDF), Fernsehserie, Regie: Christian Quadflieg
- 1994: Sonntag & Partner, Fernsehserie (RTL)
- 1999: Hand im Feuer, Kino Kurzfilm, Regie: Simon X. Rost
- 2000: Aktenzeichen XY - ungelöst Folge 323 (ZDF)
- 2001: Dr. Stefan Frank – Der Arzt, dem die Frauen vertrauen, Fernsehserie (RTL)
- 2010: Da kommt Kalle Staffel 4 Folge 16, Fernsehserie (ZDF), Regie: Patrick Winczewski
- 2011: Lebe dein Leben, Fernsehfilm (ARD), Regie: Peter Sämann

## Musical und Bühne (Auswahl)
Musical
- Neue Flora Hamburg
  - Das Phantom der Oper (Musical) von Andrew Lloyd Webber, Rolle: Monsieur Firmin

- Messe Basel
  - The Phantom of the Opera von Andrew Lloyd Webber, Rolle: Monsieur Firmin

- Schleswig-holsteinisches Landestheater
  - Der Mann von La Mancha (Musical) von Mitch Leigh und Dale Wasserman, Rolle: Don Quichote

- Theater an der Wien
  - Mayflower (Musical) von Eric Charden & Guy Bontempelli, Rolle: Beppo

- Theater Ulm
  - Jesus Christ Superstar (Musical) von Andrew Lloyd Webber, Theater Ulm, Rolle: Herodes
  - Der Mann von La Mancha (Musical) von Mitch Leigh und Dale Wasserman, Rolle: Padre

- Theater Dortmund
  - Extrablatt – Windy City von Dick Vosburgh und Tony Macaulay, Rolle: Bürgermeister

- Stadttheater Heilbronn
  - Kiss Me, Kate (Musical) von Cole Porter, Rolle: Fred Graham / Petruchio
  - Evita (Musical) von Andrew Lloyd Webber, Rolle: Juan Perón
  - Sie spielen unser Lied (Musical) von Marvin Hamlisch, Rolle: Marvin Hamlisch
  - Minna Musical, von Michael Wildenhain und Musik von Konstantin Wecker, Rolle: Bürgermeister Bruchsall
  - Hinter dem Spiegel, Regie: Georg Staudacher und Musik von Michael Bellmann, Rolle: Charles Dodgson Senior
  - Mata Hari, von Stefanie Taschinski, Musik: Andreas Thiele & Christoph Althoff, Rolle: Henri Ladoux

- Musiktheater im Revier
  - Strike Up the Band (Musical) von George Gershwin, Rolle: Colonel Holmes

- Kreuzgangspiele Feuchtwangen
  - My Fair Lady von Frederick Loewe und Alan Jay Lerner, Rolle: Oberst Pickering
  - Cabaret (Musical) von Joe Masteroff, Rolle: Tenor

Theater
- Luisenburg-Festspiele Wunsiedel
  - Der Talisman von Johann Nestroy, Rolle: Monsieur Marquis
  - Die Jungfrau von Orleans von Friedrich Schiller, Rolle: Phillip von Burgund
  - Der Teufel und der liebe Gott von Jean Paul Sartre, Rolle: Schlechter
  - Die Bremer Stadtmusikanten von Brüder Grimm, Rolle: Esel

- Komödie im Bayerischen Hof
  - Ein seltsames Paar von Neil Simons, Rolle: Oscar Madison (Ersatz für Heiner Lauterbach)

- Schleswig Holsteinisches Landestheater
  - Alpenkönig und Menschenfeind von Ferdinand Raimund, Rolle: Rappelkopf

- Ernst Deutsch Theater, Hamburg
  - Die Entdeckung der Currywurst von Uwe Timm Rolle: Herr Holz / Grün

- Schauspielhaus Hamburg
  - Der Zigeunerbaron von Johann Strauss, Rolle: Chor

- Stadttheater Hildesheim
  - Der Besuch der alten Dame von Friedrich Dürrenmatt, Rolle:

- Kreuzgangspiele Feuchtwangen
  - Der Kaufmann von Venedig von William Shakespeare, Rolle: Antonio
  - Was ihr wollt von William Shakespeare, Rolle: Malvolio
  - Des Teufels General, von Carl Zuckmayer, Rolle: General Harras
  - Orpheus in der Unterwelt von Jacques Offenbach, Rolle: Jupiter
  - Wie im Himmel von Kay Pollak, Rolle: Erik
  - Romeo und Julia von William Shakespeare, Rolle: Graf Capulet

- Stadttheater Heilbronn
  - Ghetto von Joshua Sobol, Rolle: Srulik
  - Im weißen Rößl, Rolle: Leopold
  - Katharina Knie von Carl Zuckmayer, Rolle: Karl Knie Sen.
  - Endlich Allein von Lawrence Roman, Rolle: George Butler
  - Ein seltsames Paar von Neil Simons, Rolle: Oscar Madison
  - Liliom von Ferenc Molnár, Rolle: Ficsur
  - Die Dreigroschenoper von Bertolt Brecht und Kurt Weill, Rolle: Polizeichef Tiger Brown
  - Draußen vor der Tür von Wolfgang Borchert, Rolle: Der Andere

- Theater Ulm
  - Das Ende vom Anfang von Seán O’Casey, Rolle: Darry Berrill
  - Minna von Barnhelm von Gotthold Ephraim Lessing, Rolle: Wachtmeister Werner

- Staatstheater Darmstadt
  - Comedian Harmonists Teil 2 – jetzt oder nie von Gottfried Greiffenhagen Rolle: Harry Frommermann

- Schweizer Tourneetheater
  - Der Bauer als Millionär, Rolle: Der Neid / der Hass

- Ateliertheater Bern
  - Blick zurück im Zorn, von John Osborne, Rolle: Cliff Lewis
  - Der Hausmeister, von Harold Pinter, Rolle: Mick

- Städtebund Theater Biel Solothurn
  - Zur schönen Aussicht Ödon von Horvarts, Rolle: Strasser
  - Was ihr wollt von William Shakespeare, Rolle: Orsino

- Klosterfestspiele Weingarten
  - Die Jungfrau von Orleans von Friedrich Schiller, Rolle: Phillip von Burgund
  - Faust von Johann Wolfgang von Goethe, Rolle: Erzengel Gabriel

Oper
- Bregenzer Festspiele
  - Zar und Zimmermann von Albert Lortzing, Rolle: Flandrischer Gesandter (Ein Offizier)
  - Hochzeit am Bodensee, Robert Stolz, Rolle: Reporter

- Hamburgische Staatsoper
  - Die Entführung aus dem Serail von Wolfgang Amadeus Mozart, Rolle: Bassa Selim

- Oper Dortmund
  - Tiefland (Oper) von Eugen d’Albert, Rolle: Nando

- Theater Ulm
  - Salome von Richard Strauss, Rolle: 2. Jude

## Hörspiele (Auswahl)
- 1967: Jean Baptiste Molière: Der Wirrkopf (Lelio, Pandolfs Sohn) – Regie: Alex Freihart (Hörspielbearbeitung – ORF)
- 1967: Vercors: Der menschenfreundliche Mörder – Regie: Klaus Gmeiner (Hörspielbearbeitung – ORF)
- 1974: Bertolt Brecht : Das Verhör des Lukullus (Friesgestalt) – Regie: Urs Helmensdorfer Hörspielbearbeitung – SRF[10]
- 1975: Jura Soyfer: Der Lechner-Edi schaut ins Paradies (Pepi, Elektromotor) – Bearbeitung und Regie: Amido Hoffmann
- 1967: Der Menschenfreundliche Mörder von Vercors Regie: Klaus Gmeiner
- 1967: Der Wirrkopf – Literarisches Werk von Molier (ORF)[11]
- 1971: Mozart und Puchberg – Vom Leidensweg eines Genies (SRF)
- 1972: Kleiner Ausflug, Autor: Giles Cooper (SRF)
- 1973: Die Glocken von Charles Dickens
- 1973: Furcht und Elend des Dritten Reiches von Bertolt Brecht (SRF)
- 1973: Verhaftet, Literarisches Werk von Hubert von Bechtolsheim (SRF)
- 1973: Almansor, Literarisches Werk von Wilhelm Hauff (SRF)
- 1974: Cristinas Heimreise von Hugo von Hofmannsthal (SRF)
- 1974: Die schlimmen Buben in der Schule von Johann Nestroy (SRF)
- 1974: Stunde der Liebe, Literarisches Werk (SRF)
- 1974: Das Verhör des Lukullus von Bertolt Brecht (SRF)
- 1975: Salto Mortale von Viktor Tourjansky Literarisches Werk (SRF)
- 1975: Der Lechner-Edi schaut ins Paradies von Jura Soyfer (SRF)
- 1993: Der tönende Helfer, Minikrimi Autor: Klaus W. Leonhard (SRF)

## Diskografie
Musical
- 1978: Mayflower – Deutschsprachige Erstaufführung Im Theater An Der Wien – Éric Charden – Guy Bontempelli Label:	Amadeo[12]
- 1991: Das Phantom der Oper, Hamburg, Germany 2CDs Höhepunkte der Hamburger Aufführung
- 1994: Extra Blatt – Windy City – The News Musical – Theater Dortmund Label: Polydor 900006[13]
- 2000: Minna Musical (Liedtexte: Michael Wildenhain, Musik: Konstantin Wecker)[14]

## Ehrungen
- 2001 und 2007 wurde ihm vom Theaterverein Heilbronn der Kilianspreis als Würdigung für herausragende schauspielerische Leistungen verliehen.